# Peugeot Inception
La Peugeot Inception est un concept car de berline 100 % électrique du constructeur automobile français Peugeot, présenté au Consumer Electronics Show de Las Vegas en janvier 2023.

## Présentation
La Peugeot Inception est dévoilée par Carlos Tavares lors de la présentation du groupe Stellantis au CES 2023.

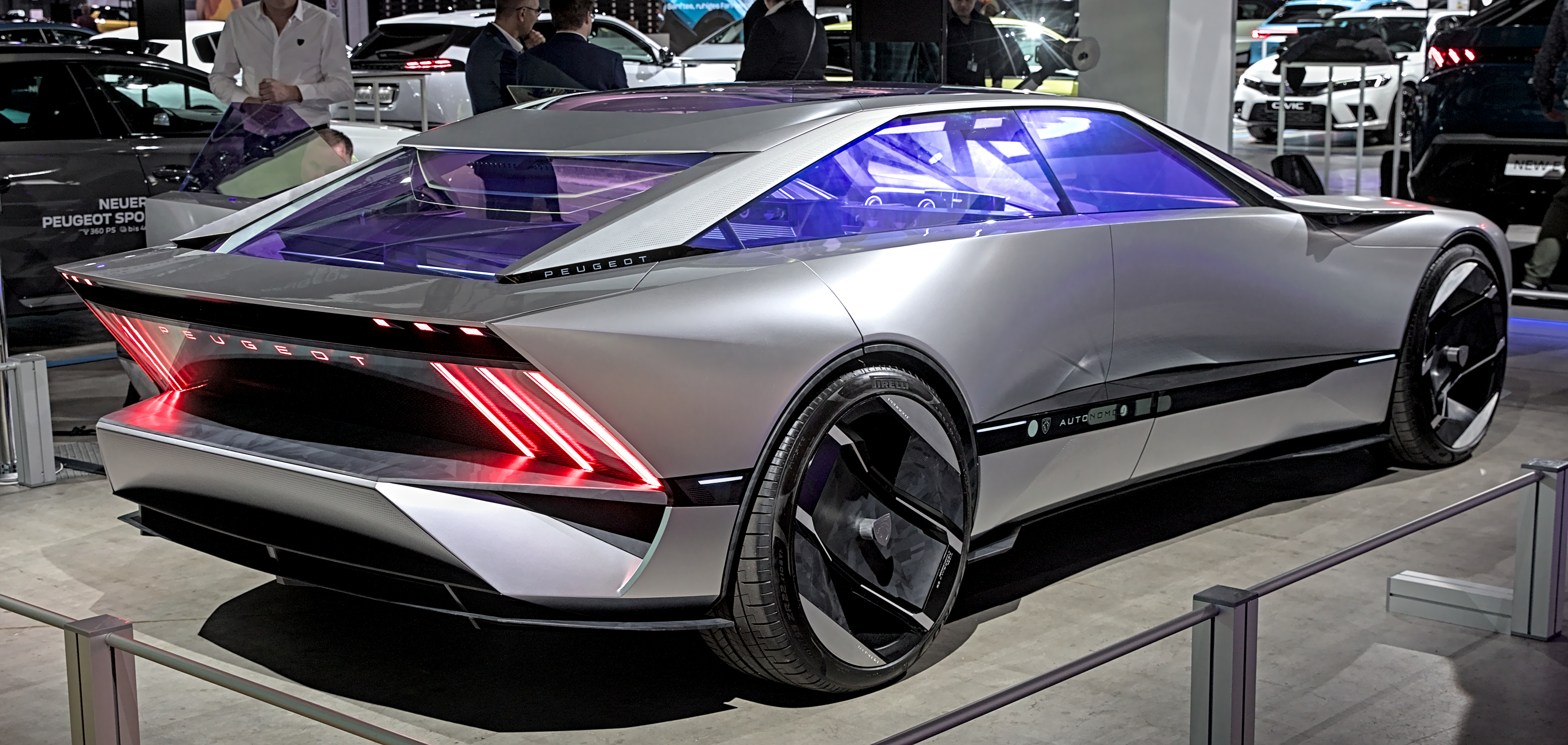
Vue de l'arrière.
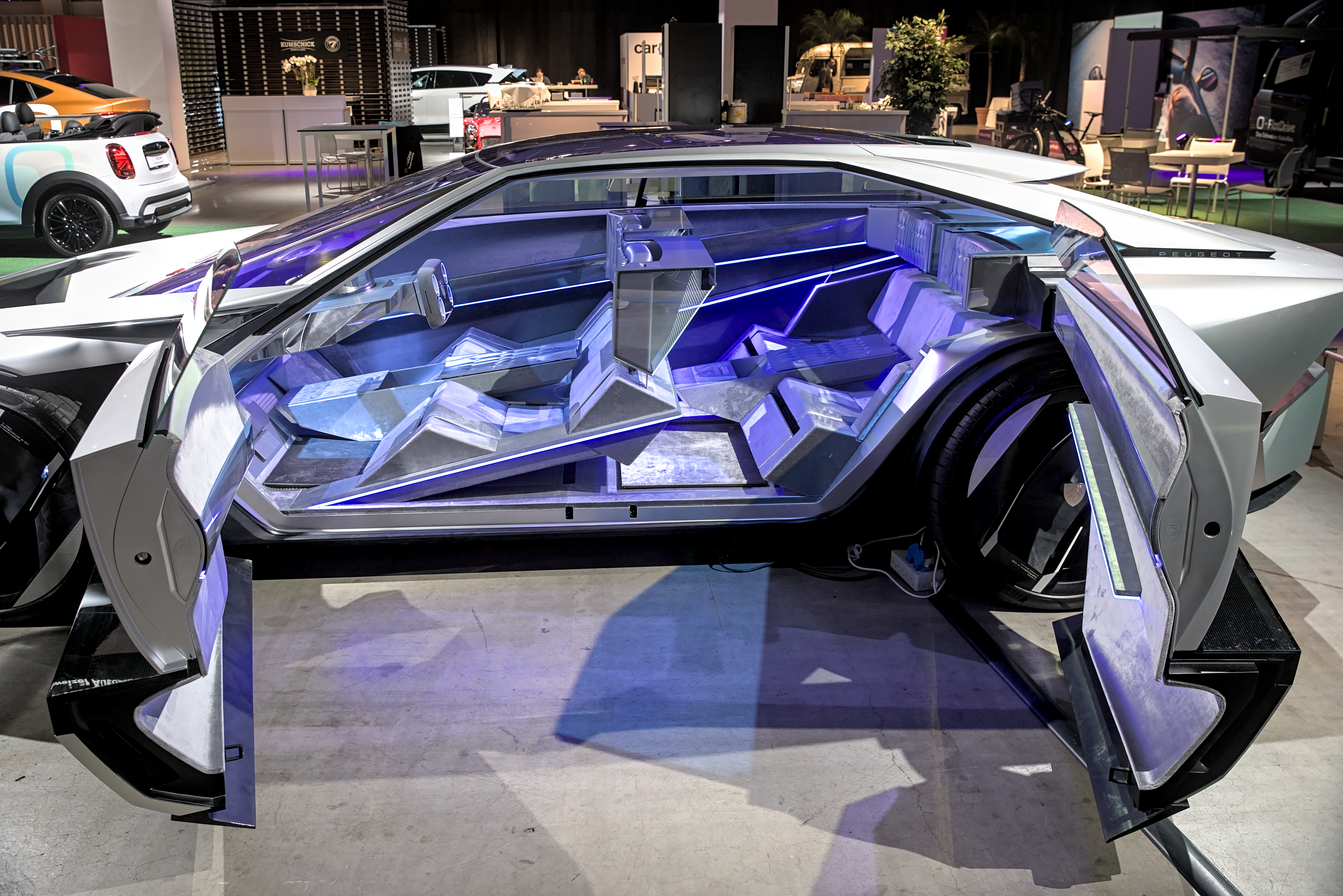
Intérieur.

## Caractéristiques électriques
Le concept repose sur la future plateforme technique STLA Large, dédiée au véhicules électriques du groupe, dont la prochaine Peugeot 3008 électrique sera dotée.